# Likoma apicalis
Likoma apicalis är en fjärilsart som beskrevs av Rothschild och Jordan 1903. Likoma apicalis ingår i släktet Likoma och familjen svärmare. Inga underarter finns listade i Catalogue of Life.